# Perossido di uranio
Il perossido di uranio o perossido di uranio idrato (UO4·nH2O) è un perossido di uranio solubile di colore giallo pallido. Si trova ad essere presente in una fase del ciclo dell'uranio arricchito. Questo composto, espresso anche come UO3·(H2O2)·(H2O), è molto simile al triossido di uranio idrato UO3·nH2O. Il comportamento di dissoluzione di entrambi i composti è molto sensibile allo stato di idratazione (n può variare tra 0 e 4). Una caratteristica principale del perossido di uranio è che è costituito da piccoli aghi con un AMAD medio di circa 1,1 µm.
I minerali di uranile studtite (UO4·4H2O) e metastudtite, UO4·2H2O, sono gli unici minerali scoperti fino ad oggi che contengono perossido di uranio. Il tetraidrato viene sintetizzato a temperatura ambiente per reazione di nitrato di uranile esaidrato e perossido di idrogeno. Il prodotto è una polvere giallo chiaro. 

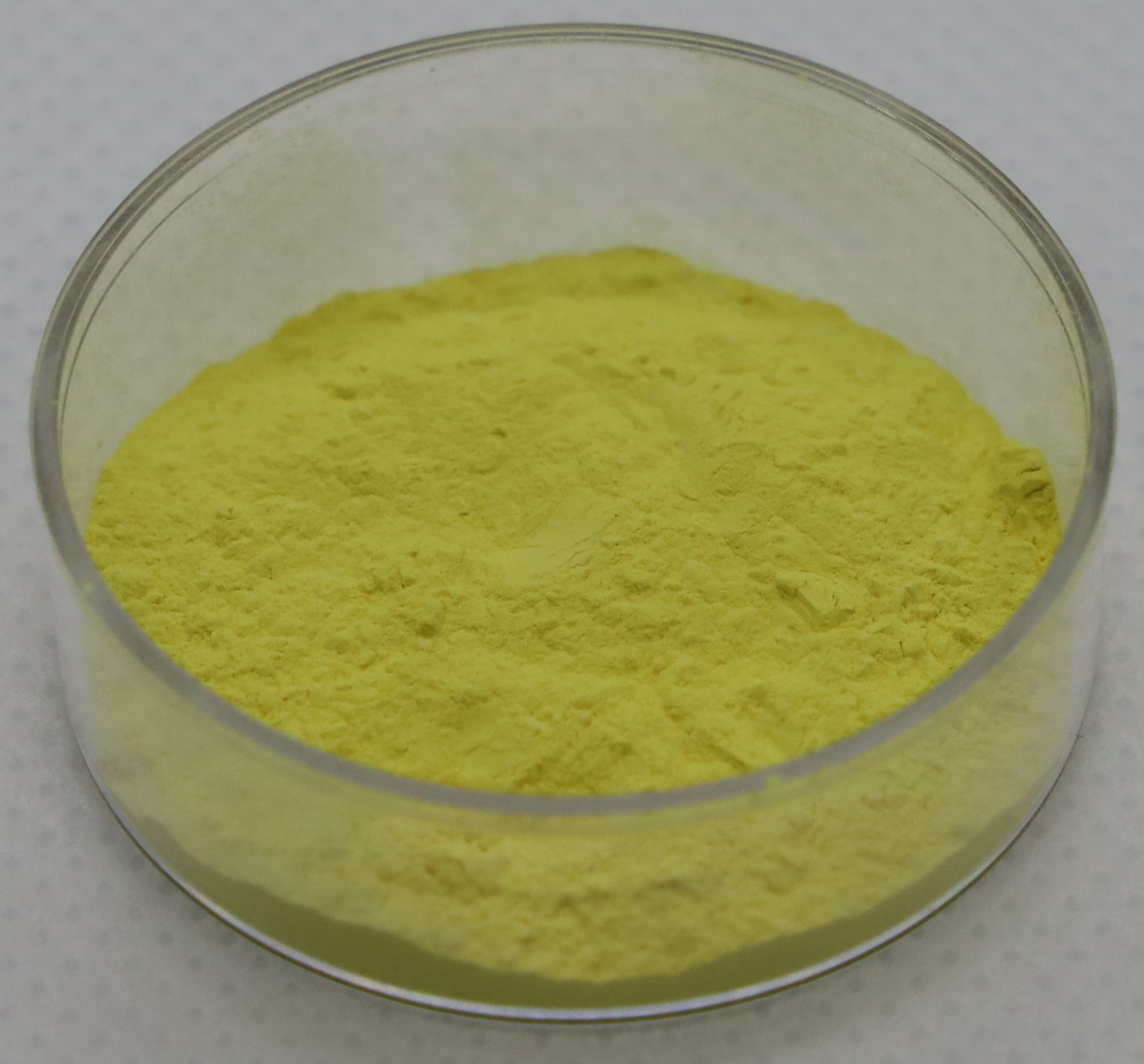
Perossido di uranio

## Produzione
In generale, il perossido di uranio può essere ottenuto da una soluzione di uranio (VI) aggiungendo una soluzione di perossido, solitamente perossido di idrogeno. Il diidrato si ottiene da una soluzione bollente di nitrato di uranile con aggiunta di acqua ossigenata ed essiccamento del precipitato, mentre il triidrato viene precipitato da una soluzione di ammonio uranil ossalato.

## Struttura cristallina
La struttura cristallina del tetraidrato è costituita da ioni UO22+, a cui si aggiungono due molecole di acqua e due ioni perossido O22-. Gli ioni perossido funzionano qui come ligandi, che collegano ciascuno due atomi di uranio. Le ulteriori molecole di acqua cristallina sono legate alle catene di perossido di uranio da dei legami idrogeno. Il tetraidrato è finora l'unico perossido di uranio puro che è stato caratterizzato strutturalmente dalla diffrazione dei raggi X. Con l'aiuto della teoria del funzionale della densità, tuttavia, si potrebbe anche ottenere un modello strutturale per il diidrato che si accorda bene con i dati di diffrazione dei raggi X precedentemente pubblicati.

## Utilizzo
Più recentemente ha avuto successo anche la sintesi di perossidi di uranio, che presentano complesse strutture a gabbia la cui forma assomiglia a quella dei fullereni. Questi possono essere ottenuti da nitrato di uranile, acqua ossigenata e un idrossido alcalino in soluzione acquosa; di norma vengono aggiunte anche molecole organiche, come per esempio le ammine. Questi presumibilmente hanno una funzione modello, simile alla rappresentazione delle zeoliti.
A causa delle condizioni di sintesi, questi composti perossiuranati non sono perossidi di uranio puri poiché, a seconda del metodo di sintesi, contengono ioni estranei come Li+ e molecole organiche, che non sempre possono essere rilevati con il metodo utilizzato per determinarne la struttura.
Lo studio più dettagliato del sistema uranio/perossido negli ultimi anni è motivato dall'osservazione che il perossido di idrogeno può formarsi attraverso la radiolisi in soluzione acquosa, e la conoscenza del comportamento chimico dell'uranio e di altri attinoidi in presenza di perossido è rilevante per lo stoccaggio dei rifiuti radioattivi

### Strutture di alcuni perossidi di uranio

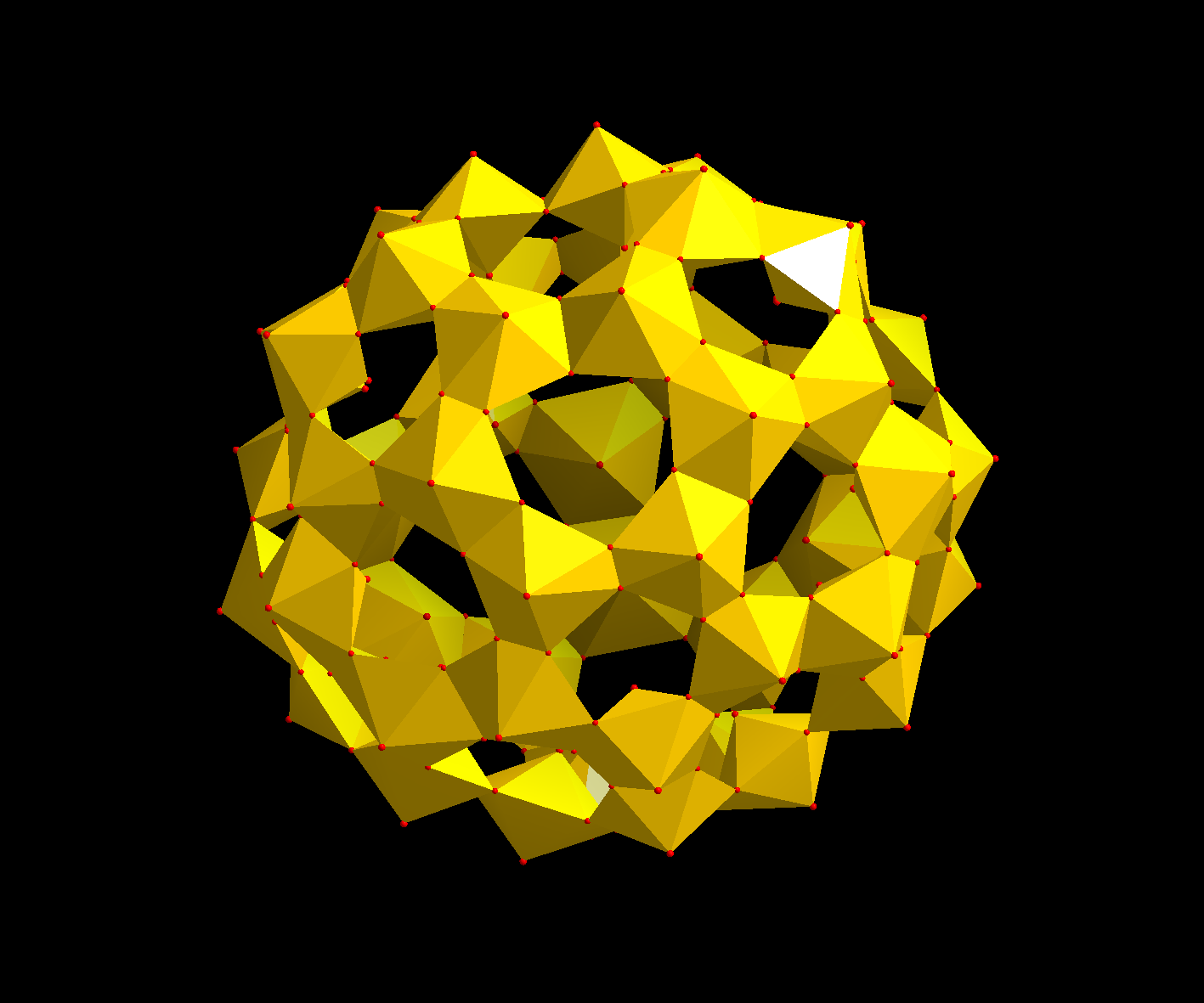
Ammasso di perossiurato con 50 atomi di uranio
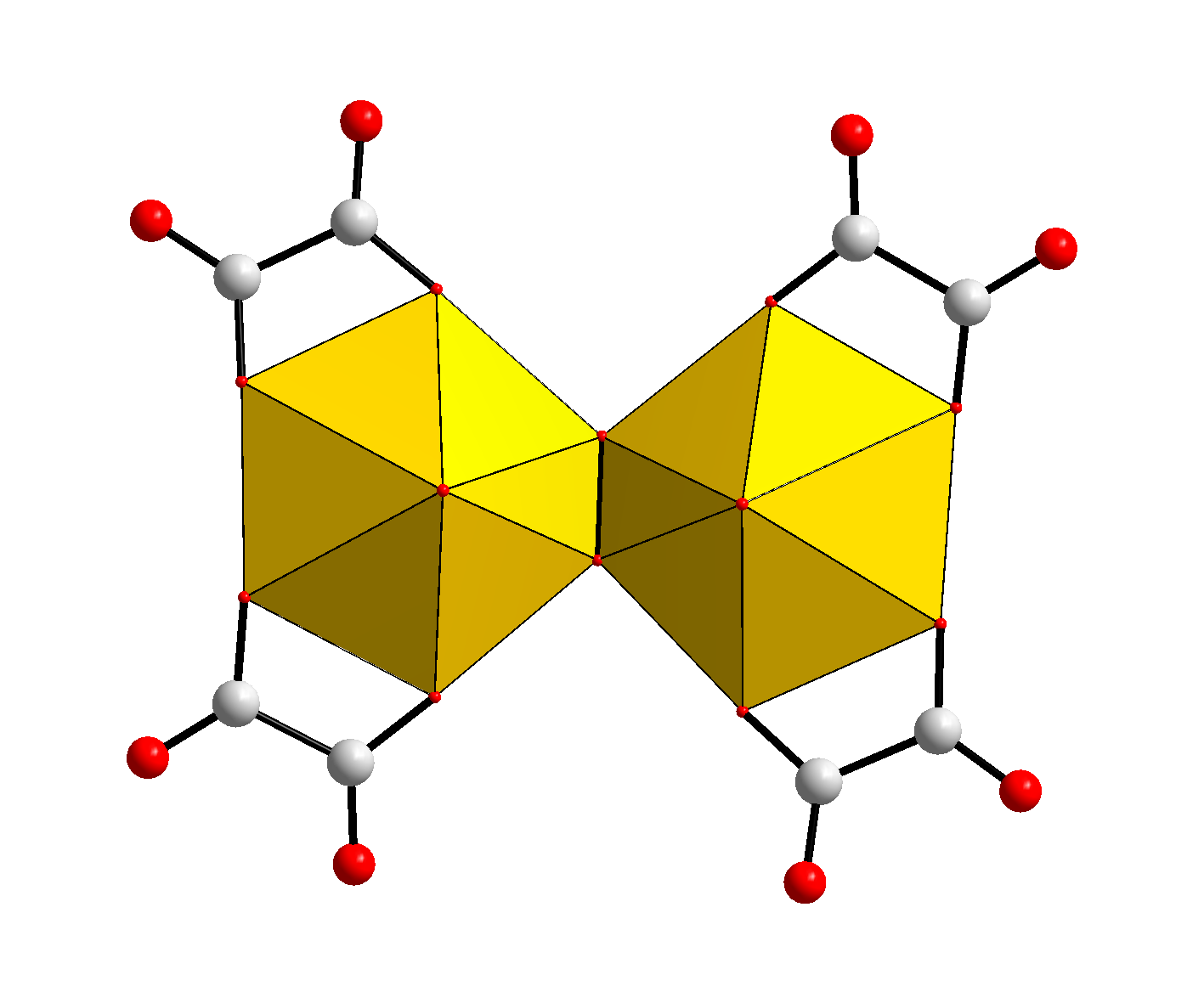
Dimeri di ioni uranilici formati da ponti di perossido in K6(H2O)4[(UO2)2(O2)(C2O4)4]
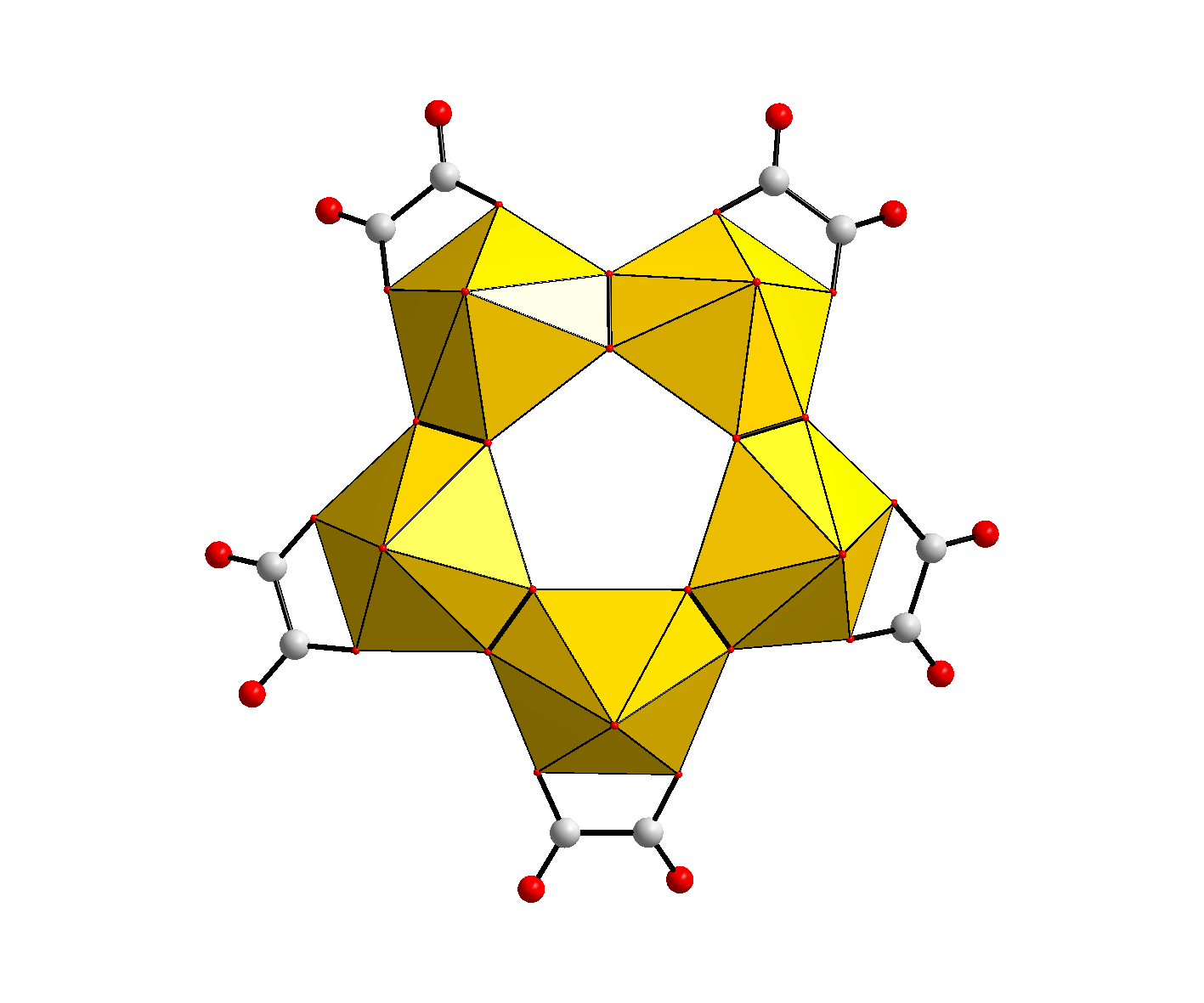
Gruppo ossalatoxouranato pentagonale in K10[(UO2)(C2O4)]5(H2O)13